# Ermanno II di Weimar-Orlamünde
Ermanno II di Weimar-Orlamünde (1184 circa – 27 dicembre 1247) appartenente alla linea collaterale degli Ascanidi di Weimar-Orlamünde, fu conte di Weimar-Orlamünde dal 1204 alla morte.

## Biografia
Era il figlio minore del conte Sigfrido III (intorno al 1155-1206) e Sofia di Danimarca (1159-intorno al 1208), figlia del re di Danimarca Valdemaro I.
Dopo la morte di suo padre nel 1206, Enrico II regnò insieme a suo fratello Alberto II. Entrò gradualmente in conflitto con i langravi di Turingia, che occuparono la montagna di Schauenforst tra Orlamünde e Rudolstadt. Il langravio Ermanno I lo fece prigioniero nel suo stesso castello di Weimar nel 1214. Anche il langravio Ludovico IV combatté contro entrambi i fratelli. Ermanno II, riuscì ad espandere la sovranità territoriale rifondando Weimar come città e il monastero cistercense di Oberweimar, nonostante la continua afflizione ludovingia. Ermanno II fu in gran parte dalla parte degli Hohenstaufen e determinò il declino della sua casata con le sue continue faide. I possedimenti intorno alle due città principali, tuttavia, rimasero domini separati, e così fu logico che nel 1264/65 i figli di Ermanno II, Ermanno III e Ottone III, divisero i domini e nacquero le due linee quasi indipendenti di Weimar e Orlamünde.

## Famiglia e figli
Il conte Ermanno  II sposò la principessa Beatrice di Andechs-Merania, figlia del conte Ottone I ed erede della signoria di Plassenburg con Kulmbach e Mittelberg e della signoria di Berneck con Goldkronach, Meinau, Wirsberg, Pretzendorf (oggi Himmelkron), Zwernitz e Trebgast. Essi ebbero i seguenti figli:
- Ermanno (?-?), sacerdote[1];
- Ermanno III (intorno al 1230-1283)[2];
- Alberto III († 1293)[2];
- Ottone III "il Potente", signore di Weimar, signore di Rudolstadt (1279), signore dei Plassenburg (intorno al 1236-13 maggio 1285) ∞ Agnese di Leiningen (1230/40-circa 1300);
- Sofia ∞ (prima del 19 giugno 1258) Enrico VIII di Weida (intorno al 1238-17 settembre 1279/128);
- Ottone, canonico di Würzburg (1265–1308).

## Ascendenza
|                                  |               |                      | Genitori                       |  |  | Nonni |  |  | Bisnonni                 |  |  | Trisnonni             |  |
|                                  |               |                      |                                |  |  |       |  |  | Alberto I di Brandeburgo |  |  | Ottone di Ballenstedt |  |
|                                  |               |                      |                                |  |  |       |  |  | Alberto I di Brandeburgo |  |  | Ottone di Ballenstedt |  |
|                                  |               | Eilika di Sassonia   |                                |  |  |       |  |  | Alberto I di Brandeburgo |  |  |                       |  |
| Ermanno I di Weimar-Orlamünde    |               |                      |                                |  |  |       |  |  | Alberto I di Brandeburgo |  |  |                       |  |
|                                  |               | Sofia di Winzenburg  | Ermanno I di Winzenburg        |  |  |       |  |  |                          |  |  |                       |  |
|                                  |               | Sofia di Winzenburg  | Ermanno I di Winzenburg        |  |  |       |  |  |                          |  |  |                       |  |
|                                  |               | Sofia di Winzenburg  | contessa di Everstein          |  |  |       |  |  |                          |  |  |                       |  |
| Sigfrido III di Weimar-Orlamünde |               | Sofia di Winzenburg  |                                |  |  |       |  |  |                          |  |  |                       |  |
|                                  |               | …                    | …                              |  |  |       |  |  |                          |  |  |                       |  |
|                                  |               | …                    | …                              |  |  |       |  |  |                          |  |  |                       |  |
|                                  |               | …                    | …                              |  |  |       |  |  |                          |  |  |                       |  |
| Irmgard                          |               | …                    |                                |  |  |       |  |  |                          |  |  |                       |  |
|                                  |               | …                    | …                              |  |  |       |  |  |                          |  |  |                       |  |
|                                  |               | …                    | …                              |  |  |       |  |  |                          |  |  |                       |  |
|                                  |               | …                    | …                              |  |  |       |  |  |                          |  |  |                       |  |
| Ermanno II di Weimar-Orlamünde   |               | …                    |                                |  |  |       |  |  |                          |  |  |                       |  |
|                                  | Canuto Lavard | Eric I di Danimarca  |                                |  |  |       |  |  |                          |  |  |                       |  |
|                                  | Canuto Lavard | Eric I di Danimarca  |                                |  |  |       |  |  |                          |  |  |                       |  |
|                                  | Canuto Lavard | Bodil Thrugotsdatter |                                |  |  |       |  |  |                          |  |  |                       |  |
| Valdemaro I di Danimarca         | Canuto Lavard |                      |                                |  |  |       |  |  |                          |  |  |                       |  |
|                                  |               | Ingeborg di Kiev     | Mstislav I di Kiev             |  |  |       |  |  |                          |  |  |                       |  |
|                                  |               | Ingeborg di Kiev     | Mstislav I di Kiev             |  |  |       |  |  |                          |  |  |                       |  |
|                                  |               | Ingeborg di Kiev     | Cristina Ingesdotter di Svezia |  |  |       |  |  |                          |  |  |                       |  |
| Sofia di Danimarca               |               | Ingeborg di Kiev     |                                |  |  |       |  |  |                          |  |  |                       |  |
|                                  |               | Volodar Glebovich    | Gleb Vseslavich                |  |  |       |  |  |                          |  |  |                       |  |
|                                  |               | Volodar Glebovich    | Gleb Vseslavich                |  |  |       |  |  |                          |  |  |                       |  |
|                                  |               | Volodar Glebovich    | Anastasia di Turov-Pinsk       |  |  |       |  |  |                          |  |  |                       |  |
| Sofia di Minsk                   |               | Volodar Glebovich    |                                |  |  |       |  |  |                          |  |  |                       |  |
|                                  |               | Richeza di Polonia   | Boleslao III di Polonia        |  |  |       |  |  |                          |  |  |                       |  |
|                                  |               | Richeza di Polonia   | Boleslao III di Polonia        |  |  |       |  |  |                          |  |  |                       |  |
|                                  |               | Richeza di Polonia   | Salomea di Berg                |  |  |       |  |  |                          |  |  |                       |  |
|                                  |               | Richeza di Polonia   |                                |  |  |       |  |  |                          |  |  |                       |  |